# Tim van Beveren
Tim van Beveren (* 1961 in Düsseldorf) ist ein deutscher Journalist, Sachbuchautor, Filmregisseur und Filmproduzent, u. a. im Bereich Luftfahrt.

## Leben
Der Sohn des Mannesmann-Direktors Jos van Beveren (1922–1982) absolvierte nach dem Abitur eine Fotografenlehre und studierte dann Rechtswissenschaften in Bonn, später Bildende Kunst in Urbino, Italien. Er lebt in Berlin.
Während seiner Studentenzeit drehte er einen ersten programmfüllenden Spielfilm (Jannan – Die Abschiebung), der 1986 in deutschen Programmkinos gezeigt wurde. Neben dem Studium begann er für Film- und Fernsehproduktionsfirmen zu arbeiten, absolvierte ein journalistisches Volontariat bei einer Nachrichtenagentur in der damaligen Bundeshauptstadt Bonn und arbeitete für das lokale Stadtfernsehen.
Später arbeitete er für Fluggesellschaften und internationale Anwalts-Societäten sowie Institutionen als Berater für Flugsicherheitsfragen. Er war Gutachter für die Staatsanwaltschaft Frankfurt a. M. im Zusammenhang mit dem Absturz einer Boeing 757 der türkischen Fluggesellschaft Birgenair vor der Küste der Dominikanischen Republik im Jahr 1996.
Als Autor war er für verschiedene Printmedien im In- und Ausland tätig, darunter Spiegel, Focus, Facts, Süddeutsche Zeitung, Die Zeit, Stern, Die Welt, Aviation Today, Air Safety Week und Flight International.
Mehrere Jahre war er als Kriegsberichterstatter im ehemaligen Jugoslawien und dem Irak und war Korrespondent für private Medienunternehmen in den USA. Überwiegend arbeitete er als freier Mitarbeiter für das öffentliche-rechtliche Fernsehen in Deutschland.
Nach dem Absturz einer norwegischen Chartermaschine auf dem Flug von Oslo nach Hamburg (Partnair-Flug 394) beschäftigte er sich 1994 mit den Gefahren, die von gefälschten Flugzeugersatzteilen (englisch bogus parts) ausgehen. Seine Fernsehreportage Zündstoff: Das Risiko fliegt mit wurde im März 1994 im ZDF ausgestrahlt.
In einer 1995 erstmals im Westdeutschen Rundfunk (WDR) ausgestrahlten Dokumentation mit dem Titel Tödliche Logik befasste er sich kritisch mit der Mensch-Maschine-Schnittstelle in computergestützten Cockpits des Ende der 1980er Jahre eingeführten Airbus A320, insbesondere nach dem Landeunfall des Lufthansa Airbus A320 „Kulmbach“ am 14. September 1993 in Warschau. Die weitere Ausstrahlung dieses Films wurde auf Antrag des Flugzeugherstellers Airbus vor dem Landgericht Hamburg zunächst verboten. Der WDR erkannte die Verfügung an, van Beveren nicht und eröffnete so gegen Airbus das Hauptsacheverfahren in der Sache. Er wies dabei Airbus nach, dass zwei hochrangige Mitarbeiter in dem vorangegangenen einstweiligen Verfügungsverfahren falsche eidesstattliche Versicherungen abgegeben hatten. Das Hauptsacheverfahren wurde erst sieben Jahre später, am 5. Mai 2003 von Airbus durch die Rücknahme der Klage abgeschlossen.
2001 begleitete van Beveren mit einem Filmteam die verdeckten Ermittlungen der italienischen Staatsanwaltschaft und des US-Verkehrsministeriums, die unter dem Codenamen „Operation Latin Phoenix“ geführt wurden. Gegenstand der Ermittlungen waren gefälschte Flugzeugersatzteile, die weltweit an Airlines, darunter auch die Lufthansa, durch einen Händler in Rom und Partnerfirmen in den USA geliefert worden waren. Die Dokumentation wurde unter dem Titel Die Story: Gefährliche Flüge am 3. Februar 2002 im WDR ausgestrahlt. In der Folge wurden Airlines durch die zuständigen Aufsichtsbehörden aufgefordert, die fragwürdigen Teile aus ihren Flotten zu entfernen. Allein die Lufthansa musste in diesem Zusammenhang 150 Triebwerke überprüfen.
Seit 2008 recherchiert van Beveren zu dem Themenkomplex „kontaminierte Kabinenluft in Verkehrsflugzeugen“. Hierzu hat er als Autor und Journalist seitdem zahlreiche Beiträge für die ARD und Printmedien verfasst. Am 21. September 2011 war er dazu einer der sechs Experten einer nicht-öffentlichen Anhörung im Deutschen Bundestag.
Von 2013 bis 2015 realisierte er eine Filmdokumentation zum Thema „kontaminierte Kabinenluft“. Die englischsprachige Originalversion des Films Unfiltered breathed in – The Truth about Aerotoxic Syndrome (dt. Titel: Ungefiltert eingeatmet – Die Wahrheit über das Aerotoxische Syndrom) wurde erstmals am 15. Juli 2015 im Berliner Programmkino Babylon in Berlin-Mitte uraufgeführt. Über eine zuvor im Auftrag des WDR für die ARD Sendereihe „Die Story“ 2014 hergestellte Dokumentation mit dem Titel Nervengift im Flugzeug kam es zu einem Eklat hinsichtlich der Autorenschaft und des Inhaltes der Fernsehsendung. Die schließlich am 7. Juli 2014 ohne Genehmigung von van Beveren in der ARD ausgestrahlte Fassung des Films war auch Gegenstand einer Programmbeschwerde.
Seit 2015 unterstützt van Beveren Master-Studierende der Beuth Hochschule für Technik Berlin beim „Nekropolen-Projekt“, das sich mit der Visualisierung von Kriegstod und den Opfern von Gewaltherrschaft auseinandersetzt.
Besondere Aufmerksamkeit erhielt van Beveren im Rahmen einer Pressekonferenz im März 2017, in der er in einem mehrere hundert Seiten umfassenden Gutachten die Verantwortlichkeit von Andreas Lubitz am Unglück des Germanwings-Flug 9525 in Zweifel zog. Auf Initiative von Lubitz' Vater präsentierte van Beveren die Ergebnisse eigener Ermittlungen in einem Gutachten, das mehrere Schlussfolgerungen der offiziellen Untersuchungen in Frage stellt. Nach seiner Ansicht sei nicht zweifelsfrei erwiesen, dass Lubitz die Maschine vorsätzlich zum Absturz gebracht hat. Er kritisiert, dass die Ermittler in einem frühen Stadium einem sogenannten Bestätigungsfehler (englisch confirmation bias) aufgesessen seien und der Stimmrekorder der abgestürzten Maschine entgegen den Anforderungen der International Civil Aviation Organisation (ICAO) nur von Ingenieuren, nicht aber von Human-Factor-Spezialisten ausgewertet worden sei. Die zuständige Düsseldorfer Staatsanwaltschaft wies diese Ausführungen zurück. Das abgeschlossene Verfahren habe „eine klare Verantwortlichkeit von Andreas Lubitz als Schuldigen“ belegt. Auch die französischen Ermittlungsbehörden bekräftigten, der Copilot habe das Flugzeug gezielt zum Absturz gebracht. Bundesregierung und Bundesverkehrsministerium erklärten, es bestünden keine Zweifel an den Ermittlungsergebnissen.
2018 drehte van Beveren gemeinsam mit der Pianistin Kyra Steckeweh die Dokumentation Komponistinnen. Der Film erzählt die Geschichte von vier Musikerinnen, die im 19. Jahrhundert um ihren Platz im Musikleben gekämpft haben: Fanny Hensel, Emilie Mayer, Lili Boulanger und Mel Bonis. Die Dokumentation wurde bei den New York Movie Awards ausgezeichnet. Gemeinsam mit Kyra Steckeweh erhielt er 2020 für den Film den Opus Klassik in der Kategorie „audiovisuelle Produktion“.

## Bücher
- Runter kommen sie immer – Die verschwiegenen Risiken des Flugverkehrs. Campus-Verlag, 1996, ISBN 3-593-35254-0.
- Flug Swissair 111 – Die Katastrophe von Halifax und ihre Folgen. Gemeinsam mit Simon Hubacher. Pendo-Verlag, 1999, ISBN 3-85932-288-5.
- Das Risiko fliegt mit – Die versteckten Gefahren im Flugverkehr. Eichborn-Verlag, Frankfurt 2005, ISBN 3-8218-3977-5.
- Grautöne Blurb Inc., San Francisco – USA 2019, ISBN 978-0-368-74206-4.

## Filme (Auswahl)
- Jannan – Die Abschiebung, spot-filmproduktion 1986
- Sterne für Warschau, WDR 1990
- Willy Brandt in Bagdad, RTL 1990
- Das Risiko fliegt mit – über den Handel mit gefälschten Flugzeugersatzteilen spot-filmproduktion/ZDF 1994
- Tödliche Logik – ein Film über Airbus, WDR 1995
- Überstunden für Piloten, ZDF 1996
- Angst im Flugpreis inbegriffen, ARD 1996
- Urlaubsreise in den Tod, RTL 1997
- Operation Latin Phönix, tvbmedia production 2003
- Der 3. Mann – Sicherheitsrisiko beim Airbus A380?, ARD 2005
- Meldepflichten verletzt?, WDR 2009
- Toxische Airlines, WDR 2009
- Gift im Flieger, WDR 2010
- Wenn Fliegen krank macht, BR 2011
- Sicherheitsrisiko: müde Piloten, WDR 2011
- Die Story: Nervengift im Flugzeug, ARD 2014
- Ungefiltert Eingeatmet – Die Wahrheit über das Aerotoxische Syndrom, tvbmedia productions & suju-films, 2015
- Komponistinnen – eine filmische und musikalische Spurensuche, tvbmedia productions, 2018, zusammen mit Kyra Steckeweh
- Dora – Flucht in die Musik, 2023

## Nominierungen, Auszeichnungen, Preise
- 1986: für den Max Ophüls Preis nominiert (Drehbuch und Regie), mit dem Film Jannan
- 1988: Bundesfilmpreis Das Treibhaus (Produktionsstab)
- 1996: Gold-Medaille auf den New York Festivals für die TV-Dokumentation Angst im Flugpreis inbegriffen (ARD)
- 2015: Auszeichnung als „bester Dokumentarfilm“ auf dem Great Lakes International Film Festival für Unfiltered breathed in – The Truth about Aerotoxic Syndrome[32]
- 2016: Finalist auf den New York Festivals – International TV & Film Awards[33] und „Award of Merit“ auf dem International Film Festival for the Environment, Health and Culture, Jakarta[34] für Unfiltered breathed in – The Truth about Aerotoxic Syndrome
- 2016: Honorable Mention in Professional Portrait Category des Monochrome PhotographyAwards[35]
- 2017: Honorable Mention des IPA - International Photography Awards New York für die Foto-Serie „Berlin Mass Graves - Reflections on Death“[36]
- 2018: Auszeichnung als „bester Dokumentarfilm einer Frau oder über Frauen“ auf dem ALIVEDOC International Documentary Film Festival, Los Angeles für Komponistinnen[37].
- 2019: Auszeichnung als „bester Dokumentarfilm“ auf dem 10th World Music and Independent Film Festival in Washington D.C. für Komponistinnen[38] und „New York Movie Award“ als „bester Dokumentarfilm“[39]
- 2019: Silber-Medaille und „beste Einreichung aus Deutschland“ des Moscow Int’l Foto Awards 2019 für „Das Nekropolen Projekt“ (Forschungsbericht)[40]
- 2019: Honorable Mention des Prix de la Photographie Paris 2019 für „Das Nekropolen Projekt“ (Forschungsbericht)[41]
- 2020: Honorable Mention des Moscow Int’l Foto Awards 2020 für „N II The Necropolis Project Volume II“ (Forschungsbericht)[42]
- 2020: Auszeichnung in der Kategorie „audiovisuelle Produktion“ mit dem Opus Klassik[43]
- 2020: Honorable Mention des Prix de la Photographie Paris 2020 für „N II The Necropolis Project Volume II“[44]
- 2020: 1. Preis im EU-Jury-Wettbewerb „Musique est und Femme“ der Temat Aktualny Kultura, Polen[45]